# Postfixnotation
Postfixnotation är en  notation inom matematik och logik där man skriver operanderna före operatorn. 
Betrakta uttrycket
{\displaystyle {-\pi +15+7} \over {\sqrt {10-3}}}
I många fall är det enklare om man kan skriva uttrycket på en rad och utan specialtecken:
(-pi + 15 + 7) / rot (10 - 3)
Uttrycket är nu en blandning, där operatorerna plus, minus och division står i infixnotation, och kvadratroten uttrycks som en funktion, med parenteser för argument(-en). På liknande sätt brukar uttryck skrivas i programspråk.
Vi kan skriva detta uttryck med postfixnotation; notera att additionen innehåller tre termer men operatorn endast behöver användas en gång:
((pi -) 15 7 +) ((10 3 -) rot) /
Om vi istället låter varje använd operator ha ett bestämt antal operander, kan parenteser helt överhoppas.
pi neg 15 + 7 + 10 3 - rot /
Operatorer
| Symbol | Betyder                        | Operander |
| pi     | Värdet av {\displaystyle \pi } | 0         |
| neg    | Teckenbyte                     | 1         |
| rot    | Kvadratroten                   | 1         |
| +      | Addition                       | 2         |
| -      | Subtraktion                    | 2         |
| /      | Division                       | 2         |

Det sista sättet kallas omvänd polsk notation, och lämpar sig mycket bra för en maskin ska kunna göra beräkningar på en aritmetikstack. I någon form brukar en kompilator omvandla uttryck till denna form för att programkörningen ska gå så fort som möjligt. 
Formen används också direkt av till exempel Hewlett Packards miniräknare, där en särskild tangent "Enter" införts för att skilja tal åt vid inmatning; i exemplet ovan mellan 10 och 3.